# Metro Alpin
46°03′27″ пн. ш. 7°54′18″ сх. д. / 46.057536° пн. ш. 7.905097° сх. д.
Metro Alpin — найвищий у світі та повністю підземний фунікулер курсує у гірськолижному курорті Зас-Фе (1800 м н.р.м.).
Повністю прокладений в тунелі довжиною 1 749 метрів і сполучає станцію канатної дороги Фельскінн (2980 м)
і найвищий у світі ресторан, що обертається «Аллалін» (3457 м), розташований на горі Міттелаллалін, Швейцарія. Оператор лінії «Saastal Bergbahnen AG».

## Опис
Будівництво фунікулеру розпочато 1 вересня 1981 року, відкрито 19 грудня 1984 року, пролягає від станції «Фельскінн» (2980 м над рівнем моря) на краю льодовика Фі до станції «Міттелаллалін» (3456 м над рівнем моря) на північному схилі гори Аллалінгорн (4027 м над рівнем моря).
Від міста Зас-Фе до Metro Alpin можна дістатися безпосередньо за допомогою канатної дороги Felskinnbahn (канатна дорога) або AlpinExpress (гондольний підйомник).
В основному використовується для гірськолижного та екскурсійного туризму.
Ще одна визначна пам'ятка на верхній станції — найвищий у світі обертовий ресторан, що забезпечує повний панорамний огляд альпійських чотиритисячників Пеннінських Альп протягом години.
Крім того, на Міттелаллаліні розташований найбільший у світі льодовиковий павільйон (льодовиковий грот).
Вагони мають місткість 115 пасажирів, або 1500 осіб/щогодини в кожний бік.
Щоденний час роботи Metro Alpin збільшується на 15 хвилин з місяця на місяць до літа, а восени знову скорочується на цю чверть години.
Зазвичай робота припиняються на кілька тижнів наприкінці зимового сезону, щоб дозволити провести роботи з технічного обслуговування.
Тунель має довжину 1749 м і долає перепад висот 476 м.
Одноколійна лінія має перетин посередині.
На середній станції «Hohlaub» є зупинка для альпіністів на першому підйомі вранці.
Перетнувши тунель, можна потрапити безпосередньо до льодовика Гохлауб.
У нижній половині тунелю нахил варіюється від 17 % до 48 %, а у верхній половині рівномірний — 33 %.
Ширина колії 1200 мм, швидкість руху 36 км/год.